# Landrecies
Landrecies är en kommun i departementet Nord i regionen Hauts-de-France i norra Frankrike. Kommunen ligger i kantonen Landrecies som tillhör arrondissementet Avesnes-sur-Helpe. År 2022 hade Landrecies 3 414 invånare.

## Befolkningsutveckling
Antalet invånare i kommunen Landrecies
| Referens: INSEE |